# Подольное (Московская область)
Подольное — деревня в Наро-Фоминском районе Московской области, входит в состав сельского поселения Веселёвское. Численность постоянного населения по Всероссийской переписи 2010 года — 5 человек, в деревне числятся 1 улица и 1 садовое товарищество. До 2006 года Подольное входило в состав Веселёвского сельского округа.
Деревня расположена в юго-западной части района, недалеко от границы с Калужской областью, на левом берегу реки Руть (приток Протвы), примерно в 14 км к югу от города Верея, высота центра над уровнем моря составляет 160 м. Ближайшие населённые пункты — Благовещенье в 1,5 км на северо-запад, Мальцево в 0,8 км на запад и Петровское — в 0,8 км на юго-восток — обе на противоположном берегу реки.